# Смоляк, Борис Анатольевич
Бори́с Анато́льевич Смо́ляк (укр. Борис Анатолійович Смоляк; род. 13 июня 1970, Харьков, Украинская ССР, СССР) — украинский актёр, музыкант, поэт, драматург. Живёт в Харькове.

## Биография
Борис Смоляк родился и вырос в Харькове, где уже с юных лет увлёкся авторской песней и начал сочинять сам. Многие из его ранних песен конца 1980-х годов были написаны в жанре «бытового реализма» и носили следы влияния тогдашнего андеграунда. Частично и тексты, и стихи той поры увидели свет в его первом печатном сборнике De Profundis. Однако уже вскоре оформился иной, особый творческий почерк Бориса, сделавший его песни узнаваемыми: образные многослойные тексты, насыщенные множеством аллюзий на историю, мифологию, религию или классическую литературу, резкая ритмика и эмоциональная подача. Борис Смоляк дал большое количество сольных концертов (преимущественно в формате квартирников) в разных городах Украины и России, включая Москву и Санкт-Петербург.
Как актёр Смоляк много лет играл в харьковском театре «Публицист», в том числе в пьесах, написанных им самим («Видение Одинокого», «Четвёртая река» «Спор об Иове»).
Друг харьковских писателей Дмитрия Громова и Олега Ладыженского (авторский дуэт Генри Лайон Олди). Непременный участник концертов в рамках харьковского фестиваля «Звёздный мост».
Публиковался как драматург в украинском литературно-художественном журнале «©оюз Писателей». В 2014 году российским издательством «Алькор Паблишерс» была выпущена книга Бориса Смоляка «Белый кит», куда вошли стихи, тексты песен и пьесы.

## Дискография

### Аудиоальбомы
| №   | Название                 | Длительность |
| --- | ------------------------ | ------------ |
| 1.  | «Туринская плащаница»    |              |
| 2.  | «Тицианова девственница» |              |
| 3.  | «Яблочко»                |              |
| 4.  | «Она бы стала»           |              |
| 5.  | «Красна девица»          |              |
| 6.  | «Про Христа»             |              |
| 7.  | «Сестра»                 |              |
| 8.  | «Полюбила»               |              |
| 9.  | «Последняя стрела»       |              |
| 10. | «Я с тобой»              |              |
| 11. | «Каролина»               |              |

| №   | Название                  | Длительность |
| --- | ------------------------- | ------------ |
| 1.  | «Четвёртая река»          |              |
| 2.  | «Гобелен»                 |              |
| 3.  | «Песня греческой девушки» |              |
| 4.  | «Небо»                    |              |
| 5.  | «Бегство Винсента Муна»   |              |
| 6.  | «Дева и сердце»           |              |
| 7.  | «De Profundis(из Рильке)» |              |
| 8.  | «Мои войска»              |              |
| 9.  | «Яблочко»                 |              |
| 10. | «Туринская плащаница»     |              |
| 11. | «Последней стрелой»       |              |

| №   | Название                  | Длительность |
| --- | ------------------------- | ------------ |
| 1.  | «Карусель»                |              |
| 2.  | «Избавь меня»             |              |
| 3.  | «Амундсен»                |              |
| 4.  | «Икар»                    |              |
| 5.  | «Эль Рей»                 |              |
| 6.  | «Шарообразность»          |              |
| 7.  | «Гобелен»                 |              |
| 8.  | «Вечер в Эдеме»           |              |
| 9.  | «Когда грехи…»            |              |
| 10. | «Тщетность»               |              |
| 11. | «Леди Джейн Грей»         |              |
| 12. | «Лара Крофт»              |              |
| 13. | «Хаким из Мерва»          |              |
| 14. | «Песня греческой девушки» |              |
| 15. | «Небо»                    |              |
| 16. | «Есть ангел»              |              |

| №   | Название                 | Длительность |
| --- | ------------------------ | ------------ |
| 1.  | «Колдунья»               |              |
| 2.  | «Обещание»               |              |
| 3.  | «Есть ангел»             |              |
| 4.  | «XVIII век»              |              |
| 5.  | «Ты наблюдала…»          |              |
| 6.  | «Шарообразность»         |              |
| 7.  | «Белый кит (фрагмент)»   |              |
| 8.  | «Карусель»               |              |
| 9.  | «Апокриф»                |              |
| 10. | «Тицианова девственница» |              |
| 11. | «De Profundis»           |              |
| 12. | «Прощание»               |              |
| 13. | «Хаким из Мевра»         |              |
| 14. | «Сестра»                 |              |
| 15. | «Вечер в Эдеме»          |              |
| 16. | «Эль Рей»                |              |
| 17. | «Она шлёт войска»        |              |
| 18. | «Ушписен»                |              |
| 19. | «Иуда Искариот»          |              |
| 20. | «Пришествие»             |              |

| №   | Название                  | Длительность |
| --- | ------------------------- | ------------ |
| 1.  | «Икар»                    |              |
| 2.  | «Амундсен»                |              |
| 3.  | «Ненастоящее»             |              |
| 4.  | «Когда грехи…»            |              |
| 5.  | «Четвёртая река»          |              |
| 6.  | «Песня японской фрейлины» |              |
| 7.  | «Шарообразность»          |              |
| 8.  | «Мир Ксен»                |              |
| 9.  | «Побег из пустоты»        |              |
| 10. | «Аллах акбар»             |              |
| 11. | «Хаким из Мерва»          |              |
| 12. | «Есть ангел»              |              |
| 13. | «Другой мир»              |              |

| №   | Название                  | Длительность |
| --- | ------------------------- | ------------ |
| 1.  | «Карусель»                |              |
| 2.  | «Шарообразность»          |              |
| 3.  | «Туринская плащаница»     |              |
| 4.  | «Вечер в Эдеме»           |              |
| 5.  | «Амундсен»                |              |
| 6.  | «Когда грехи…»            |              |
| 7.  | «Ты не существуешь»       |              |
| 8.  | «Побег из пустоты»        |              |
| 9.  | «Обещание»                |              |
| 10. | «Белый кит»               |              |
| 11. | «Тицианова девственница»  |              |
| 12. | «Гобелен»                 |              |
| 13. | «Песня японской фрейлины» |              |
| 14. | «Ожидание»                |              |
| 15. | «Яблочко»                 |              |
| 16. | «Есть ангел»              |              |
| 17. | «Аллах акбар»             |              |
| 18. | «Тщетность»               |              |
| 19. | «Ненастоящее»             |              |
| 20. | «Эль Рей»                 |              |
| 21. | «Ты наблюдала»            |              |
| 22. | «Икар»                    |              |
| 23. | «Избавь меня»             |              |
| 24. | «Полюбила»                |              |
| 25. | «Мои войска»              |              |

| №   | Название                    | Длительность |
| --- | --------------------------- | ------------ |
| 1.  | «Аллах акбар»               |              |
| 2.  | «Блюз старого мира»         |              |
| 3.  | «Будет ли светить»          |              |
| 4.  | «Была война»                |              |
| 5.  | «Возьми меня в иные берега» |              |
| 6.  | «Голубой вертолёт»          |              |
| 7.  | «Лети, мой самолёт»         |              |
| 8.  | «Море Бофорта»              |              |
| 9.  | «Ненастоящее»               |              |
| 10. | «Песня японской фрейлины»   |              |
| 11. | «Побег из пустоты»          |              |
| 12. | «Пуля-дура»                 |              |
| 13. | «Титаны»                    |              |
| 14. | «Уснувшие во сне»           |              |
| 15. | «Четыре шага»               |              |
| 16. | «Я в этом мире навсегда»    |              |
| 17. | «Ворону — виться»           |              |
| 18. | «Я в этом мире навсегда 2»  |              |

### Другое
- «Говорят, что до неё четыре шага»
- «Про солдата»
- «Сигаретка»
- «Терцины о рвоте (Подражание Данте)»